# 鳥越まり
鳥越 まり（とりごえ まり、1965年3月16日 -）は、日本の元タレント、歌手、女優である。本名：鳥越孝子（とりごえ たかこ）。1997年以前には、鳥越マリとの表記だった。
デビュー当時、特に男子高校生や大学生の間での人気が高かったといわれる。

## 経歴

### 女優、タレント活動
中学校3年生のときに自らモデル事務所に入り、1983年の日本航空 「JAL沖縄キャンペーンガール」として芸能界入りした。八雲学園高等学校卒業。
その直後から1986年までテレビ番組『オールナイトフジ」』（フジテレビ）の司会者を務め、片岡鶴太郎との絶妙なコンビが注目を集めた。1980年代後半以降は女優としての活動が主体となり多くの作品に出演、映画『女帝 春日局』（1990年）ではオールヌードを披露している。2005年頃まで芸能事務所「スタッフ・アップ」に所属していた。長らく動向が不明だったが、2022年9月22日に三田寛子のInstagramにて舞台を一緒に観劇した様子が投稿され、以降は三田のInstagramに不定期ながら登場し、鳥越の還暦祝いの様子も投稿された。

### 歌手活動
1984年、シングル「暗くなるまで待てない」（ビクター音産、5月21日）、さらにアルバム「シーズン!」が発売された。
- オムニバスCD 「アイドル宝石箱」 （ビクター） - 鳥越の楽曲も収録されている
- オールナイトフジ 出演時に歌った「ドミノ倒しの夏」というタイトルのネーミングに、当時若手だった とんねるず からイジられていた。

### 私生活
兄がいる。1999年11月、同月に4歳年上の金融会社社員と結婚、また妊娠3ヶ月であることが報じられた。

## 出演

### テレビドラマ
- 月曜ドラマランド（フジテレビ）
  - 「どきどき婦警さん」（1983年・1984年）
  - 「とことんトシコ」（1983年）
  - 「のんき君」（1983年・1984年）
- 花の女子校 聖カトレア学園（1985年、テレビ東京）
- 熱血100%刑事!（1985年、フジテレビ）
- 新・花の聖カトレア学園（1985年、テレビ東京）
- うすずみ桜（1985年、よみうりテレビ）
- うちの子にかぎって…スペシャル（1986年、TBS）
- 水戸黄門第16部（1986年 - 1987年、TBS/C.A.L）  香織 役として全話レギュラー出演
- あまえないでョ！（1986年、フジテレビ） - 千代子 役
- 火曜スーパーワイド「ぐるり富士山おまじないツアー」（1988年、テレビ朝日）
- 原色恋愛図鑑（1989年、TBS）
- 木曜ゴールデンドラマ「仲人してみませんか?」（1989年、よみうりテレビ）
- まだ眠らない 悪女が生まれた夜（1989年、関西テレビ）
- 蝮のようなレディ（1989年、TBS）
- 土曜ワイド劇場 （テレビ朝日）
  - 「フレンド旅行社シリーズ」（1989年 - ） - 愛川欽也との共演。当たり役であった[2]とされる。
  - 「キャンパス迷路殺人事件」（1991年）
  - 「西村京太郎トラベルミステリー 特急おおぞら殺人事件」（1994年） - 森あや子 役 / 結城かおり 役（2役）
  - 「家政婦は見た!」第14作「憧れの大女優 私生活の派手な秘密!虚飾と欲望に一族が乱れる」（1995年）- 大内リサ 役
  - 「死体を置いていかないで」（1996年）
  - 「法医 歯科学の女」（1997年1月25日） - 守口有加 役
  - 「復讐法廷」（1997年9月13日） - 佐藤薫 役
  - 「同居人カップル殺人ハーブの罠!!」（1999年）- 森下三枝子 役
- 火曜サスペンス劇場 （日本テレビ）
  - 「宵侍草殺人事件」（1989年）
  - 「過去からの殺人者」（1989年）
  - 「新・女検事・霞夕子6」（1995年）
  - 「仮想結婚」（1995年）
  - 「取調室4」（1996年）- 関えつ子 役
  - 「警部補 佃次郎2」（1996年）
  - 「小京都ミステリー18」（1996年）
  - 「地方記者・立花陽介9」（1997年）
  - 「冬の駅」（1999年）
- 月曜ドラマスペシャル（TBS）
  - 「バイト人生百発百中」（1989年）
  - 「さそり」（1991年）
  - 「新・株式会社徳川家康」（1992年）
  - 「京都映画女優殺人事件」（1994年）
  - 「伊豆温泉めぐり殺人ルート」（1994年）
  - 「佐賀・有田 龍文壷の殺意」（1996年）
- ニューヨーク恋物語II・男と女（1990年、フジテレビ）
- 大坂物語 父と逢う春（1990年、毎日放送）
- キスの温度 いちばん近い他人（1990年、日本テレビ）
- 牛後九時の目撃者（1990年、関西テレビ）
- 女キャスター物語（1990年、テレビ東京）
- 黒蜥蜴（1990年、TBS）
- LOVE　#13「タッくんへ」（1991年、フジテレビ）
- 世にも奇妙な物語 『鏡』 （1991年、フジテレビ）
- 古都・奈良殺人事件（1991年、テレビ東京）
- 10年目のクリスマス・イブ（1991年、テレビ朝日）
- 刑事貴族2 （1991年、日本テレビ）- 芝夏美 役
- 七人の女弁護士（1991年、テレビ朝日）
- 八百八町夢日記 第2シリーズスペシャル「みちのく忠臣蔵」（1991年、日本テレビ） - 関前操 役
- 刑事貴族3 （1992年、日本テレビ）- 芝夏美 役
- ネオドラマ「螢のハネムーン」（1992年、テレビ朝日）
- 影狩り（1992年4月8日、フジテレビ） - 楓の方
- 麗しのサブリナ（1992年、テレビ東京）
- 本当にあった怖い話「悪霊に狙われた花嫁」（1992年、テレビ朝日）
- パイナップルの彼方へ（1992年、フジテレビ）
- プレイガール'92 黒真珠殺人事件（1992年、テレビ東京） - 橘友佳里 役
- 天国からもういちど（1993年、TBS）
- 付き馬屋おえん事件帳 スペシャル「散る花 咲く花 吉原と大奥の光と影! 」（1993年、テレビ東京） - 玉菊 役 / お美代の方 役（2役）
- こだくさん（1993年、テレビ朝日）
- 結婚不安症候群（1993年、関西テレビ）
- 美徳のよろめき（1993年、テレビ東京）
- 四匹の用心棒V かかし半兵衛無頼旅（1993年、テレビ朝日 / 東映） - なみ 役
- 金曜エンタテイメント（フジテレビ）
  - 「結婚式」（1993年）
  - 「野々村さんちの夫婦ゲンカ 1・2」（1994年）
  - 「平成カイシャイン物語」（1995年）
  - 「帰ってきたOL三人旅 香港極楽エステツアー殺人事件」（1995年）
  - 「京都紫式部殺人事件」（1996年）
  - 「赤い霊柩車6」（1996年）
  - 「お局探偵 亜木子&みどりの旅情事件帳 2」（1998年） - 春日ゆう子 役
- 夏!デパート物語（1995年、TBS）
- ハートにS（1995年、フジテレビ）
- 魚河岸のプリンセス（1995年、NHK） - 桐子 役
- ドラマ30
  - 詐欺・狙われた実印（1995年、CBC）
- ダブルマザー （1995年、東海テレビ） - 主演
- 3番テーブルの客（1996年、フジテレビ/共同テレビ）
- 夢暦長崎奉行（1996年、NHK総合）
- 流れ板七人（1997年、テレビ朝日）
- サイコメトラーEIJI（1997年、日本テレビ）
- 木曜の怪談「悪霊学園」（1997年、フジテレビ） - 担任 役
- 家政婦は見た!（1997年） - 木曽佐知
- 事件・市民の判決（1996年、テレビ東京）
- Y氏の隣人（1998年、TBS）
- お熱いのがお好き?（1998年、日本テレビ）

### 映画
- いとしのラハイナ（1983年） - 映画デビュー作品
- 私をスキーに連れてって（1987年、フジテレビ、小学館） - 恭世 役
- パイレーツによろしく（1988年、木下プロ）
- ・ふ・た・り・ぼ・っ・ち・（1988年、東映）
- 木村家の人びと（1988年、日本ヘラルド映画） - 安代 役
- 危ない話 『ツタンカーメン王の呪い』（1989年） - 看護婦 役
- 女帝 春日局（1990年、東映京都） - おつめ 役
- 宇宙の法則（1990年、プロジェクト・アルシェ） - 令子 役
- 課長島耕作（1992年、東宝） - 島怜子 役
- 右向け左!自衛隊へ行こう（1994年、ケイエスエス）
- 東雲楼 女の乱（1994年、東映京都撮影所 、銀龍） - 銀龍 役
- B面の夏（1995年、タキコーポレーション）
- 美味しんぼ（1996年、松竹） - 花村典子 役

### バラエティー
- オールナイトフジ（1983年 - 、フジテレビ） - 司会
- 全国縦断!クイズあのねのね（1984年、毎日放送） - アシスタント
- 森田一義アワー 笑っていいとも!（1988年4月 - 9月、フジテレビ） - レギュラー
- まんがで読む枕草子（1988年 - 1989年、NHK総合） - 清少納言 役
- それゆけ!マーシー（1989年 - 1990年、毎日放送） - レギュラー
- GOLF NOW（1996年4月 - 10月、テレビ東京）

### ラジオ
- ポップス・イン・デイリー（FM東京）
- 日本全国ヤロメロどん!（ラジオたんぱ）

### CM
- ルイジアナチップス（カルビー）
- 著作権保護キャンペーン（政府広報）
- モノゲンユニ（P&G）

他多数

## 音楽

### シングル
- 暗くなるまで待てない（1984年）
- ドミノ倒しの夏（1985年）

### アルバム
- シーズン!

## イメージビデオ
1984年にイメージビデオが発売された。

## 著書
- 鳥越まりのダイエット記念日（1996年、ワニブックス）

## 写真集
- HOTELマンダリン - 鳥越マリ写真集（1999年、ぶんか社）

## 参考
1. 1 2 3 4 5  週刊テレビ番組（東京ポスト）1984年1月13日号 22頁「プロフィール」
2. 1 2 3 4 5  あのマドンナの真実 - 鳥越マリ、ヒルズ婚ブーム先取り 夕刊フジ 2006年1月10日
3. ↑  三田寛子インスタグラム  2022年9月22日
4. ↑  “三田寛子インスタグラム”. 2025年3月18日閲覧。
5. ↑  1999年11月13日付け報道